# Апостолы Бахауллы
Апостолы Бахауллы — 19 выдающихся ранних последователей Бахауллы, основателя Веры Бахаи. Статус апостолов они получили от Шоги Эффенди, Хранителя Веры Бахаи. Список этих личностей был включен в вестник The Bahá'í World, Том. III (стр. 80—81).
Эти люди сыграли жизненноважную роль в развитии Веры Бахаи, объединяя её сторонников и разнося её учение по всему миру. Для Бахаи они несут такую же значимость, как Сыны Иакова, Апостолы Иисуса Христа, Сподвижники Мухаммеда, или Буквы Живого в бабизме.

## Список Апостолов
- Мирза Муса (ум. в 1887) — брат Бахауллы.
- Бади (1852—1869) — семнадцатилетний молодой человек, который доставил послание Бахауллы Насер ад-Дин Шаху, за что впоследствии был убит.
- Султануш-Шухада (ум. в 1879) — «Король Мучеников» Исфахана, который был обезглавлен вместе со своим братом.
- Мирза Абул-Фадл — знаменитый ученый, путешествовавший по Америке и написавший несколько значимых книг о вере Бахаи.
- Варга (ум. в 1896) — Отец Рухуллы. Оба были убиты за свою приверженность вере Бахаи.
- Набиль-и-Акбар (1829—1892) — известный учитель, которому Бахаулла адресовал нескольких скрижалей.
- Набиль-и-Азам (29 июля 1831—1892) — автор исторического повествования Вестники рассвета.
- Мишкин-Калам (1826—1912) — примечательный каллиграф своего времени и автор Величайшего Имени.
- Зайнуль-Мукаррабин (май 1818—1903) — доктор исламского права. Автор вопросов, обращенных к Бахаулле по поводу Китаб-и-Агдас, книги законов бахаи, которые были опубликованы в приложении к книге.
- Казим-и-Самандар (ум. в 1918) — избранный апостол Бахауллы. Путешествовал по Персии с целью распространения религии.
- Хаджи Амин (1831—1928) — выдающийся последователь Бахауллы, который служил в качестве доверенного Хукукулла.
- Ибн-и-Абхар (ум. в 1917) — путешествовал по регионам Ирана, Кавказа, Туркменистана и Индии с целью распространения религии.
- Хаджи Ахунд (1842—1910) — ему была поручена транспортировка останков Баба между засекреченными местами, а впоследствии, в Акку. Он отвечал за большую часть деятельности бахаи в Иране до самой смерти.
- Адиб (сентябрь 1848—2 сентября 1919) — сыграл важную роль после вознесения Бахауллы в борьбе с деятельностью нарушителей Завета в Иране. Позднее он участвовал во встречах, которые со временем эволюционировали в Центральное Духовное Собрание Тегерана, которое впоследствии стало Национальным Духовным Собранием Ирана, председателем которого он был. Он отправился в Индию и Бирму, чтобы распространять там веру Бахаи.
- Мирза Мустафа (1837/8—1910) — по указанию Бахауллы встречал и помогал проезжавшим через Бейрут бахаи, которые направлялись в Акку. Встречался с некоторыми из Букв Живого.
- Шейх Мухаммад-Али (1860/1—1924) — племянник Набиль-и-Акбара. Отправился в Индию, а затем в Хайфу для распространения веры Бахаи. Позднее Абдул Баха направил его в Ашхабад, для развития там детского образования. Наряду с другими последователями он помогал завершить неоконченные сочинения Мирзы Абул-Фадла.
- Ибн-и-Асдак (1850—1928) — к нему Бахаулла обращался как «Шахид Ибн-и-Шахид» (араб., «Мученик, сын Мученика»). Он был сыном Муллы Садика, выдающегося мученика движения Баби. Вместе с Ахмадом Яздани привез Послание к Гааге от Абдул-Баха в Центральную организацию по обеспечению прочного мира в Гааге. Он был одним из немногих Апостолов, живших во время хранительства Шоги Эффенди.
- Мирза Махмуд (ум. 1927/1928) — был хорошо известным учителем веры Бахаи, часто посвящал время благополучию молодежи.
- Вакилуд-Давлих (1830—1909) — он был Афнаном, двоюродным братом Баба и главным строителем первого храма Бахаи в Ашхабаде, основанным Абдул-Баха примерно в 1902 году.